# Monarchia brytyjska

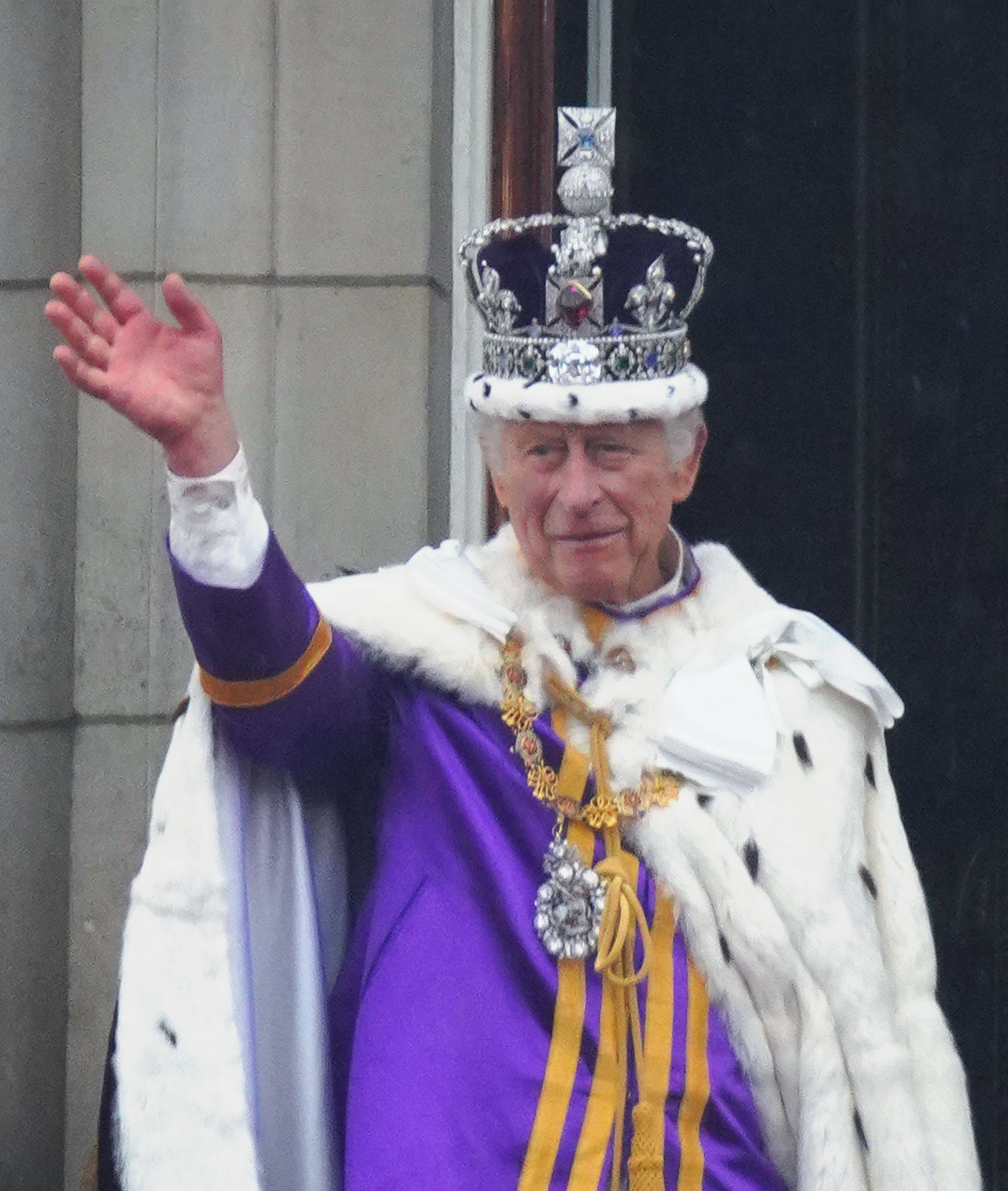
Król Karol III

Monarchia brytyjska (ang. Monarchy of the United Kingdom, także British monarchy) – monarchia parlamentarna Wielkiej Brytanii oraz jej terytoriów zamorskich. Obecnie panujący, król Karol III, objął koronę 8 września 2022. Zarówno on, jak i członkowie jego najbliższej rodziny pełnią wiele obowiązków związanych z urzędem, reprezentacją i ceremoniałem dworskim.
Karol III formalnie jest królem Wielkiej Brytanii i Irlandii Północnej, głową Kościoła anglikańskiego, Wspólnoty Brytyjskiej oraz zwierzchnikiem sił zbrojnych Zjednoczonego Królestwa, jednakże jak przystało na monarchę konstytucyjnego, król pełni funkcje bezpartyjne, ograniczone do nadawania odznaczeń, możliwości rozwiązania parlamentu i nominacji premiera. Choć ostateczna, zwierzchnia władza wykonawcza (nad władzą wykonawczą pełnioną przez rząd) jest w dalszym ciągu królewskim przywilejem, to w praktyce dotyczy ona tylko praw uchwalonych przez Parlament, czy też związanych z konwencjami i precedensem. W związku z tym, iż Wielka Brytania nie posiada spisanej konstytucji, nic nie zabrania królowi odmowy złożenia podpisu pod prawem przegłosowanym przez Izbę Gmin, krytyki rządu, odwoływania dowódców wojskowych czy arcybiskupa Canterbury. Król jednak nie korzysta z tych przywilejów. W opinii Elżbiety II, panującej w latach 1952–2022, takie postępowanie byłoby sprzeczne ze zwyczajem obowiązującym od czasu chwalebnej rewolucji z 1688 i uchwalenia Deklaracji praw (1689), z jej słynnym stwierdzeniem: „Król panuje, ale nie rządzi”, dzięki którym to wydarzeniom ukształtowała się demokracja parlamentarna (monarchia parlamentarna).

## Pozycja króla we Wspólnocie Narodów
Monarcha brytyjski jest głową Wspólnoty Narodów. Jest również głową państwa w 15 spośród państw członkowskich tej organizacji, zwanych Commonwealth realms, faktycznie pozostających w unii personalnej. Poza Wielką Brytanią obowiązki konstytucyjne i ceremonialne wypełniają w imieniu monarchy gubernatorzy generalni.